# Ethnarque
Ne doit pas être confondu avec énarque.

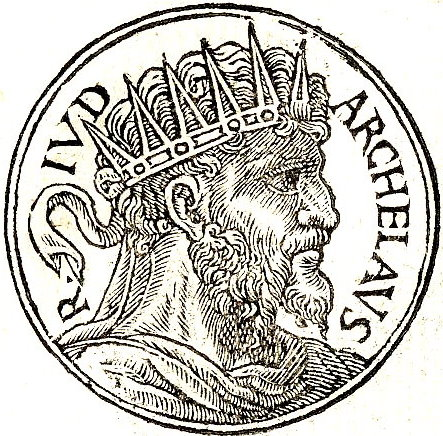
Hérode Archélaos, ethnarque de Judée.

Un ethnarque est un monarque régissant un groupe ethnique homogène ou un royaume hétérogène. Le terme (du grec ἐθνάρχης, ethnarkhès) est composé des deux mots signifiant « nation », « peuple » (ἔθνος, ethnos), et « commander », « être le chef » (ἄρχω, arkhô) ,. 
Le terme est cité dans le Nouveau Testament, notamment dans la Deuxième épître aux Corinthiens.

## Antiquité
Le titre, qui ne semble pas un terme technique, est utilisé dans l'Empire romain, surtout en Orient, pour désigner les gouvernants de royaumes vassaux qui n'avaient pas le titre de rois et s'apparentant plutôt à un titre de gouverneur. Les Romains utilisaient les mots natio et gens pour un peuple à partir de son identité familiale et culturelle, quel que soit son statut politique. 
Le plus connu est sans doute Archélaos, fils d'Hérode le Grand, qui fut ethnarque sur la partie principale du royaume de son père, la Samarie, la Judée et l'Idumée, de la mort de son père (-4) jusqu'en 6. Son frère Philippe reçut le nord-est du royaume et le titre de tétrarque ; la Galilée fut confiée à Hérode Antipas, tétrarque également. Archélaos apparaît ainsi comme supérieur aux tétrarques et sans doute cela signifie-t-il qu'il était le chef de la nation juive ; ces trois titres furent ensuite réunis dans la personne d'Hérode Agrippa Ier de 41 à 44.
Auparavant, Hyrcan II, l'un des derniers Hasmonéens, avait été aussi désigné du titre d'ethnarque (63-40 av. J.-C.), qu'il cumulait avec celui de grand-prêtre (76-66, 63-40 av. J.-C.).
Le titre d’ethnarque est attribué par Flavius Josèphe à différents « chefs », en particulier ceux de peuples sous contrôle étranger, comme la communauté juive d’Alexandrie

## Époque byzantine
À l'époque byzantine, « ethnarque » est un terme militaire qui désigne le chef d'une troupe étrangère mise au service de l'empereur ; l'usage consistant à recruter des mercenaires par nationalités était chose commune dans l'Antiquité et le restera à l'époque féodale.

## Époque ottomane
Le terme ne semble pas en vigueur, mais pourrait correspondre au chef de minorité : dans l'Empire ottoman, les minorités étaient reconnues légitimement comme millet et avaient donc un représentant reconnu pour se faire entendre du gouvernement, mais sans que ce représentant ait aucun pouvoir politique. Quand le sultan Mehmet II décida de donner à ce dialogue un aspect plus formel, les chrétiens orthodoxes choisirent d'être représentés par le patriarche de Constantinople, les Juifs par le Hakham Bachi (Grand rabbin).